# متحف التراث السریاني في أربيل

يقع متحف التراث السرياني في أربيل ناحية عنكاوا في إقليم كردستان العراق ، يضم عشرات القطع والمجموعات التراثية.
يتألف المتحف من ثلاث قاعات رئيسية :

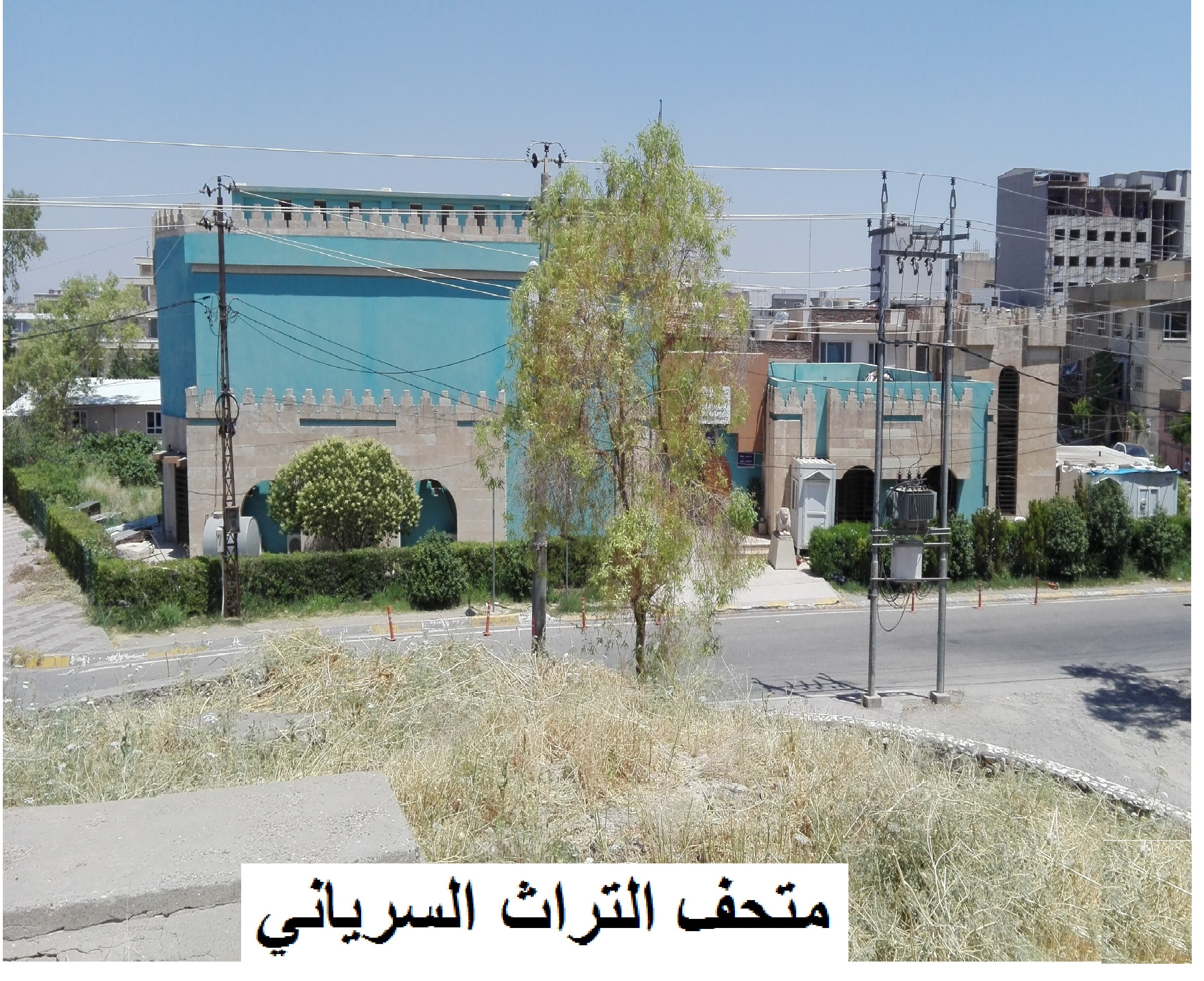

القاعة الأولى: تم تخصيصها للازياء التقليدية والمواد البيتية والصناعات الشعبية والمواد الزراعية والمنسوجات و آلات الحياكة والغزل والمقتنيات الطينية والحجرية والمعدنية والفخارية و القطع الأثرية المكتشفة في عنكاوا والمناطق القريبة منها .
تحتوي القاعة الثانية: المخصصة للثقافة على صور ونبذه عن حياة رواد النهضة الفكرية والثقافية السريانية ومجموعة كتب قديمة طبعت في العراق و نماذج من الصحافة السريانية وشروحات مختصرة عن كل صحيفة ونماذج من مخطوطات و وثائق سريانية قديمة, فضلا إلى صور وشروحات لرواد المسرح العراقي و الاثاريين السريان والصناعات الشعبية المختلفة و المزارات والقرى والمدارس والعادات والتقاليد القديمة و شروحات لموسيقيين وفنانين سريان وعن الرواد الاوائل في مختلف المجالات واخرى لمراسيم زفاف من مختلف القرى.
القاعة الثالثة: خاصة للانشطة الثقافية والمؤتمرات.
كما يوجد في المتحف عدد من الورش الفنية ( ورشة الصيانية والخياطة والتطريز والحياكة وصناعة الاكسسوارات وصناعة المواد الطينية ) و يتم صناعتها وانجازها وفق الصور الحقيقية والنادرة من الازياء والنقوش للحفاظ على اصالة التراث السرياني .

## معرض الصور

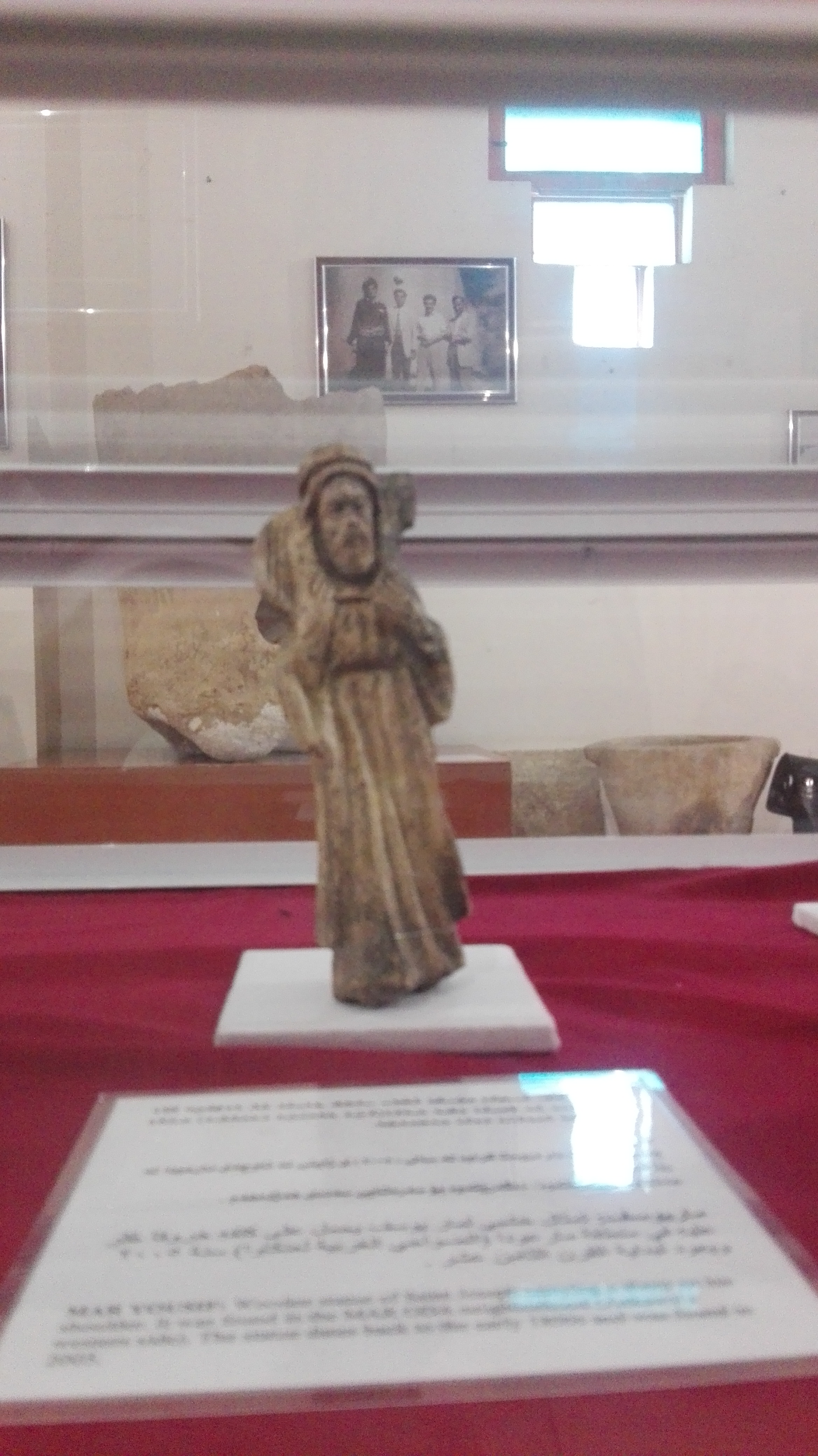
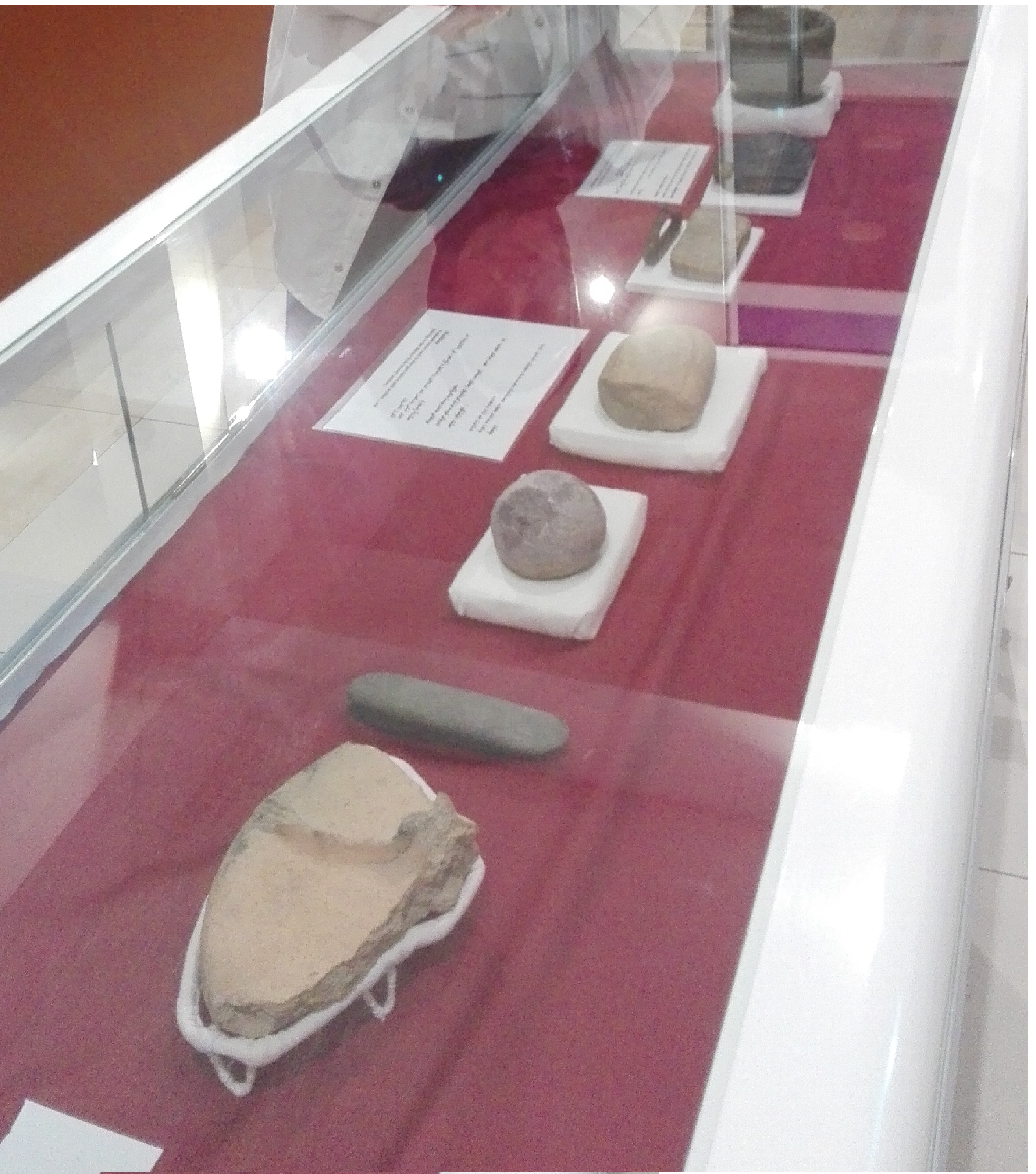